# Hauptreihenstern der Spektralklasse A
Ein Hauptreihenstern der Spektralklasse A ist ein Stern der Spektralklasse A und der Leuchtkraftklasse V. Ein Beispiel für einen A-Hauptreihenstern stellt Sirius A dar. Die A-Hauptreihensterne befinden sich links in der Mitte des Hertzsprung-Russell-Diagramms. Sie sind aufgrund ihrer Masse bereits deutlich kurzlebiger als zum Beispiel die Sonne, die ein Gelber Zwerg ist.

## Eigenschaften
A-Hauptreihensterne weisen Massen von etwa 1,7 bis 2,2 Sonnenmassen und Oberflächentemperaturen von etwa 7.400 K bis 10.000 K auf. Durch die höhere Oberflächentemperatur strahlen diese Sterne auch deutlich mehr UV-Strahlung als die Sonne ab.

### Spektrale Standardsterne
Der revidierte Yerkes Atlas (Johnson & Morgan 1953) listet 27 A-Hauptreihensterne als Standard, wobei im Laufe der Zeit einige auf der Liste entfernt wurden.
Die Anker des MK-Systems bilden folgende Sterne:
- Phecda (A0V)
- Wega (A0V)
- Fomalhaut (A3V)

### Entwicklung
Ein A-Hauptreihenstern verweilt während seiner Existenz ca. 0,4–2 Mrd. Jahre in der Hauptreihe. Es wird angenommen, dass sich alle A-Hauptreihensterne im weiteren Verlauf ihrer Existenz zu einem Roten Riesen entwickeln, wobei es nicht zu einer Supernova kommt. Schließlich kollabiert der Rote Riese zu einem Weißen Zwerg.

## Planeten um Hauptreihensterne der Spektralklasse A

Darstellung des Umlaufs der 4 Riesenplaneten um HR 8799

Mit gegenwärtigen Methoden zur Detektion von Exoplaneten ist es am einfachsten, solche in verhältnismäßig engen Bahnen um Rote Zwerge nachzuweisen. Dennoch konnten auch schon einige um Sterne der Spektralklasse A entdeckt werden. 2008 wurde das direkt beobachtete System um HR 8799 mit aktuell 4 bekannten Exoplaneten entdeckt. Das System besteht aus 4 riesigen Exoplaneten, die ihren jungen, heißen Zentralstern in weiten Distanzen zwischen 16 und etwa 70 AE umkreisen. Alle Planeten sind Super-Jupiter mit etwa 10 MJ. Ebenfalls im Jahr 2008 wurde um Beta Pictoris ein Planet erkannt. Mittlerweile besteht das System aus 2 bestätigen Planeten. Ein weiteres, bekannteres Beispiel umkreist den Stern HIP 65426 mit der Spektralklasse A2 V. Der Stern HAT-P-57 ist Teil eines Dreifachsystems und beherbergt dennoch einen Exoplaneten, der jedoch in lediglich 2,5 Tagen seinen Zentralstern umkreist.

## Beispiele
| Name      | Spektralklasse | Masse in M☉ | Radius in R☉ | Leuchtkraft in L☉ |
| --------- | -------------- | ----------- | ------------ | ----------------- |
| Sirius A  | A1 Vm          | 2,12        | 1,71         | 25,4              |
| Wega      | A0 V           | 2,20        | 2,73         | 37                |
| Fomalhaut | A3 V           | 1,92        | 1,84         | 17,3              |
| HR 8799   | A5 V           | 1,43        | 1,34         | 4,92              |